# Niżni Granacki Przechód
Niżni Granacki Przechód (słow. Nižné Granátové sedlo) – przełęcz znajdująca się w masywie Granatów Wielickich w słowackiej części Tatr Wysokich. Oddziela ona Wielką Granacką Turnię w grupie Granackich Turni od Małej Granackiej Baszty znajdującej się w masywie Granackich Baszt. Przełęcz składa się z dwóch siodeł, między którymi wznosi się niewielki skalny garb. Oba siodła Niżniego Granackiego Przechodu są wyłączone z ruchu turystycznego i nie prowadzą na nie żadne znakowane szlaki turystyczne.
Przez Niżni Granacki Przechód przechodzi system trawiastych zachodów zwany Granacką Ławką, który biegnie w poprzek południowo-zachodnich stoków Granatów Wielickich opadających w kierunku Doliny Wielickiej. Zimą na przełęcz najłatwiej jest wejść Granacką Ławką lub przez Granacki Kocioł i Wyżni Granacki Przechód.